# Бейлики Джаник

Бейлики Джаник и их соседи

Бейлики Джаник (тур. Canik beylikleri; араб. إمارة جانق‎) — название группы мелких бейликов, которые существовали в средней и восточной частях южного Причерноморья (между Бафрой и Керасунтом) в XIV и XV веках. Их так же называли «Мютеферрикин» (тур. Müteferrikin).
Под общим названием «Бейлики Джаник» объединялись следующие бейлики: Хаджимирогуллары, Таджеддиногуллары, Кутлушахи, Кубадогуллары, Ташаногуллары, бейлик Бафры. Их границы постоянно менялись, но общая территория оставалась практически неизменной. Хотя бейлики Джаник время от времени были независимы, в основном они существовали в вассальной зависимости от Эретнаогуллары, Кади Бурханеддина и султанов Османской империи.

## Название
Название «Джаник» впервые встречается в эпическом сказании «Данышменд-наме» (XIII век) о Данышменде Гази. Его носит грузинская крепость, которую герой эпоса осаждает. Кавказовед В. Минорский предполагал, что это название происходит от грузинского названия народности лазов (груз. ჭანები — «чанеби»). Историки Д. Еремеев, М. Мейер и Р. Шукуров поддерживали эту версию. По словам В. Минорского, «очевидно, что это слово происходит от греческого Sannoi/Tzannoi». Эта народность отделилась от лазов и со времён Арриана Sannoi/Tzannoi жили в непосредственном соседстве с Трапезундом.
Мнения о том, какая территория должна называться Джаник, различны. Арабский историк XIII века Ибн Шаддад писал, что Великий Комнин был «меликом Джанита», имея в виду Понт. Английский востоковед Э. Брайер полагал, что «Джаник означает Понт, или, более конкретно, западный Понт, в котором возникли туркоманские эмираты. Как и термин „Рум“, он обозначал христианскую землю, которая перешла в руки мусульман. У него было второе, экономическое, значение поскольку Джаник, похоже, также служил синонимом зимнего пастбища».
С конца ХII — начала XIV веков название Джаник носили мусульманские земли в Понте. Затем, в течение XIV и в начале XV века, это название употребляли в отношении либо бейлика Таджеддиногуллары, либо в отношении всей области, занимавшей территорию на побережье от Самсуна до границ Трапезундской империи, и на юг до Токата. Британский османист Ст. Шоу называл бейликом Джаник именно бейлик вокруг Самсуна. Р. Шукуров, Д. Еремеев и М. Мейер называли бейликом Джаник бейлик Таджеддиногуллары (вслед за Азизом Астарабади и османскими историками).
По мнению современного турецкого историка И. Данишменда, название «Cânik» или «Cânit» относится исключительно к городу Самсун и его окрестностям, поэтому расширять его на весь Понт неверно и называть эти бейлики вместе «Джаник» нельзя.

## История

• Бейлик Ташаногуллары (вокруг Мерзифона)
• западнее Кызылырмака Джандарогуллары,
• вокруг Ладика Кубадогуллары,
• правее Кубадогуллары Таджеддиногуллары,
• ещё правее — Хаджимирогуллары,
• в изгибе Ешилырмака Кутлушахи со столицей в Амасье.
Южнее изображённых бейликов территория, занимаемая сначала Эретнаогуллары, затем Кади Бурханеддином и османами. Правее — Трапезундская империя.

После битвы при Кёсе-даге в 1243 году Анатолия перешла под контроль монголов, а сельджукские султаны стали марионетками Ильханидов. Огузские племена, жившие в уджах Конийского султаната, существовали, образовав полунезависимые бейлики. В черноморском регионе Анатолии, Понте, возник ряд небольших бейликов, номинальных вассалов Эретнаогуллары. Историки называют их все вместе «бейлики Джаник». В дельте реки Ирис обосновались Таджеддиногуллары. Восточнее располагалась Халибия, где возник самый важный бейлик в Джанике — эмират Хаджимирогуллары, основанный, вероятнее всего, представителями племени чепни, которые захватили регион нынешнего Орду в конце XIII века. Западнее Таджеддиногуллары, в Ладике и Каваке, правили Кубадогуллары; южнее которых основали бейлик с центром в Амасье Кутлушахи; Ташаногуллары владели Хавзой и Везиркёпрю.
С уходом монголов из Анатолии политическая структура региона начала меняться. В результате огузы, ранее довольствовавшиеся территориями сельджукских уджей, начали совершать набеги на Трапезунд. По сообщениям греческих источников начала XIV века, они захватили около 500 километров Восточного Причерноморья, а границей между ними и греками стали Хамсикёй (Hamseköy), Торул, Гюмюшхане и Кованлар. Плотность тюркских племён в регионе увеличилась настолько, что греки, не выдерживавшие их давления, оставляли свои земли в сельской местности вокруг Трапезунда и переезжали в город. Хаджиэмирогуллары завоевали Фатсу и Унье в 1347 году, Керасунт в 1396 году. Посол Испании Руи Клавихо, прибывший в регион примерно через семь лет после этого, сообщал, что Хаджимирогуллары, у которых было 10 тысяч солдат, расширили свои земли до Тиреболу. Бейлик Таджеддиногуллары был вторым по величине в постмонгольский период. В 1379 году Таджеддиногуллары выступили против Трапезунда и захватили область устья Ешилирмака. Согласно записи, датированной 1386 годом, у Таджеддиногуллары было 12 тысяч солдат. Это соответствует населению более шестидесяти тысяч человек. В совокупности в бейликах Джаник насчитывалось около 20-25 тысяч воинов, в то время, как общее население всей Трепезундской империи составляло не более 10 тысяч человек.
Когда османский султан Баязид I начал захватывать этот регион, первым исчез бейлик Кутлушахов уже в 1393 году. Затем одна за другой были аннексированы земли остальных княжеств, и весь регион Джаник перешёл под власть Османской империи. После поражения Баязида в битве при Анкаре в 1402 году наступил период османского междуцарствия, и большинство бейликов продолжили своё существование в регионе Джаник, хотя и в течение короткого времени. Местные эмиры как действовали независимо, пытаясь расширить свою территорию, так и создавали альянсы. После окончания периода междуцарствия в 1413 году почти вся территория Джаника снова была включена в Османскую империю. Первым из тюркских противников Мехмеда Челеби был покорён в 1419 году Джунейд Кубадоглу (которого Ибн Арабшах называл «правителем эмирата Джаник»). Хаджимирогуллары и Таджеддиногуллары просуществовали немного дольше, до 1427/28 года; последним был присоединён бейлик Ташаногуллары (в 1430 году). Образованный в регионе санджак с центром в Самсуне назывался Джаник. Незадолго до образования Турецкой Республики этот санджак был реформирован, и его название измили на Самсун. Сегодня Джаник — это географическое название центральной части побережья Чёрного моря в Турции и гор в этой части.

## Бейлики

### Хаджимирогуллары (Орду, Керасунт)
Хаджимирогуллары, так же называемые Байрамогуллары, — это туркоманская династия и управлявшийся ею между 1301—1427 годами небольшой бейлик (эмират) на территории к северу от Токата, к востоку от Самсуна и к западу от Трапезунда. Бейлик включал Месудие (Милас), Орду, Керасунт. Правители бейлика активно взаимодействовали с соседями — Трапезундской империей, Таджеддиногуллары, государством Кади Бурханеддина и Османской империей. Хаджимирогуллары сыграли важную роль в тюркизации региона. Но это было небольшое княжество, поэтому в источниках о нём даётся мало информации. Бейлик основал Байрам-бей, захватив замок Милас (Месудие) и его окрестности. При его жизни продолжалось расселение представителей племени чепни к северу от Джаникских гор (на восток и север от Миласа). Бейлик существовал до 1427 года, после чего его присоединили Османы. Центром бейлика сначала была деревня Кале (у Месудие), а позже — Эшкипазар (примерно в 4 км к югу от нынешнего центра Орду). Именно после этого турки назвали регион Орду — «столица».
- Хаджи Байрам-бей (1313—1331)
- Хаджи Эмир-бей (1331—1361)
- Сулейман-бей (1386—1392)

### Таджеддиногуллары (Никсар)
В районе Никсара был образован бейлик Таджеддиногуллары. Он существовал в 1362—1428 годах и включал Никсар, долину Фанария (долина реки Ликос), Сонусу, Искефсир. К побережью его владения выходили в области Лимнии (вокруг устья реки Ирис) и Инея. Император Алексей III Великий Комнин был вынужден часто посещать Лимнию, чтобы оттеснить кочевников Таджеддиногуллары. В 1379 году Алексей, опасаясь эмира Кара-Хисара Кылыч Арслана, принял предложение правителя бейлика, Таджеддина, и отдал дочь Евдокию ему в жёны. Таджеддин погиб в борьбе с Сулейманом Хаджимироглу, и бейлик возглавил его сын, Махмуд, который часть времени правил совместно с братом, Алп-Арсланом. В 1398 году Махмуд подчинился Баязиду I. После поражения Баязида в битве при Анкаре Тамерлан отдал регион Джунейду Кубадоглу, который стал править в Ладике. Известно, что в 1410-х годах Хусамеддин Хасан вернул себе эмират. В 1428 году Хасану пришлось сдаться османам.
- Доган Шах (1308—1346)
- Таджеддин-бей (1346—1387)
- Махмуд Челеби (1387—1398), Алп-Арслан (совместно в 1393—1394)
- Хусамеддин Хасан-бей (1410—1425)

### Кубадогуллары (Ладик)
В регионе Самсуна и Ладика основала эмират и правила им династия Кубадогуллары, так же называемая Алтунбашогуллары. Первым её представителем, правившим регионом, стал Таджеддин Алтунбаш, внук султана Рума Иззеддина Кей-Кавуса II. Атабеком Таджеддина Алтунбаша был эмир Ешбек. В 1318 году Ешбека убили в Амасье монголы, а Таджеддин Алтунбаш был вынужден прятаться. Когда ситуация стала подходящей, он появился и попытался сохранить свою власть в регионе Амасьи. После его смерти эмират был разделён на два. Его сын Кей-Кубад правил в Самсуне, Каваке и Ладике, лала его сына эмир Ташан основал бейлик Ташаногуллары в Мерзифоне, Хавзе и Везиркёпрю. Сына Кей-Кубада Али первым назвали Кубадоглу. Правителем Самсуна до весны 1398 года был Джунейд Кубадоглу. Затем город взяли османы, но Кубадоглу они разрешили остаться в этом районе в качестве вассала империи. После битвы при Анкаре в 1402 года, Кубадогуллары снова правили в Самсуне, но Кубадоглу Али-бей не подчинился Мехмеду Челеби и в 1405 году был разбит и погиб. Бейлик Кубадогуллары был присоединён к Османской империи в 1419 году.
- Таджеддин Алтунбаш
- Кей-Кубад
- Кубадоглу Али
- Кубадоглу Джунейд

### Ташаногуллары (Мерзифон, Кёпрю)
В 1350-х годах после смерти Таджеддина Алтунбаша эмир Ташан, лала его сына, основал бейлик Ташаногуллары в Мерзифоне, Хавзе и Везиркёпрю. Бейлик подчинялся Эретнаогуллары. Его столицей был Мерзифон. После смерти Ташана правили бейликом его сыновья Бали Ахмет, Али, Хасан и Шахин-бей. Бейлик стал частью Османской империи раньше, чем другие княжества в регионе. В 1393 году его покорил Баязид I. Семья Ташаноглу продолжала жить в районах Кёпрю, Хавза и Зейтюн. Она подчинилась султану Мехмеду Челеби после пленения Баязида. Кубадоглу Али-бей захватил Самсун и его окрестности, и Ташаноглу Али-бей убили. Поэтому княжество Самсун отдали Ахмету Ташаноглу. Позже, когда сына Ташаноглу Али-бея убил Джунейд Кубадоглу, Самсун снова перешёл Кубадогуллары. В 1430 году земли княжества окончательно перешли под контроль Османской империи.
- эмир Ташан
- Бали Ахмет, Али, Хасан, Шахин-бей

### Кутлушахи (Амасья)
Династия Кутлушахов в течение пятидесяти трёх лет с 1340-х по 1393 год правила Амасьей. Некоторое время они также доминировали в Токате. Название бейлика образовано от имени первого бея Кутлу Шаха. С самого начала Кутлушахи находились в вассальной зависимости от Эретнаогуллары и государства Кади Бурханеддина. Их владения занимали территорию около пяти тысяч км². Хаджи Кутлушах-бей был духовным сыном Таджеддина Алтунбаша. После смерти Кутлу Шаха его сын Хаджи Шадгельды-бей женился на дочери правителя Кастамону Джандароглу Баязида-бея. Хаджи Шадгельды перестал подчиняться государству Эретна, стал править как независимый бей в Амасье. Визирь Эретнаогуллары Кади Бурханеддин выступил против него с войском. У деревни Данышменд Хаджи Шадгельды потерпел поражение и погиб. В 1381 году бейлик подчинила Османская империя, и сын Хаджи Шадгельды Ахмед-бей правил до 1393 года регионом Амасьи в качестве османского наместника. В 1393 году Баязид взял Амасью и положил конец бейлику Кутлушахов. Хаджи Шадгельды был автором трудов по исламскому праву, его сын Ахмед также изучал исламские науки, покровительствовал учёным, многие их работы были написаны от его имени. У него и его сына была большая библиотека в Амасье.
- Хаджи Кутлу Шах-бей (1340—1361)
- Хаджи Шадгельды-бей (1361—1381)
- Фахруддин Ахмед-бей (1381—1393)

### Бейлик Бафры (Бафра)
После битвы при Кёсе-Даге в 1243 году и распада империи сельджуков, в регионе был основан небольшой бейлик с центром в Бафре. Нет данных о том, кем были его правители. Известно, что бейлик просуществовал до 1460 года.
Шихабуддин аль-Умари (живший в Египте) и Азиз ибн Ардашир Астарабади (прожил несколько лет у Кади Бурханеддина в Сивасе) называли Бафру «Бавра» (بورا). Аль-Умари писал, что это один из самых известных городов в районе Кастамону, а его эмира зовут Мурад-бей. Ибн Ардашир сообщал, что у бея Бафры было около 1000 солдат.